# 이티하드 칼바 스타디움
이티하드 칼바 스타디움(아랍어: استاد كلباء, 영어: Ittihad Kalba Stadium)은 아랍에미리트 칼바에 있는 8,500명을 수용할 수 있는 다목적 경기장이다. 현재는 UAE 프로리그 알이티하드 칼바의 홈구장으로 사용하고 있다.